# Varnavinsky (huyện)
Huyện Varnavinsky (tiếng Nga: ? райо́н) là một huyện hành chính tự quản (raion), của Tỉnh Nizhny Novgorod, Nga. Huyện có diện tích 2513 kilômét vuông, dân số thời điểm ngày 1 tháng 1 năm 2000 là 13500 người. Trung tâm của huyện đóng ở Varnavino.